# André Kempinaire
André Marguerite Guillaume Kempinaire (26 janvier 1929, Hasselt — 8 septembre 2012, Avelgem) est un homme politique libéral belge appartenant au Parti de la liberté et du progrès (unitaire) (PVV).
Kempinaire est docteur en Droit et juriste. Il est membre du Parlement fédéral belge (1965–1968 et 1971–1991) pour le PVV dans le district de Kortrijk et est secrétaire d'État à la Fonction publique (1976–1977), ministre de la Communauté flamande (1980) et secrétaire d'État pour le commerce extérieur (1981–1985) et la coopération au développement (1985–1989).